# Caraipa densifolia
Caraipa densifolia är en tvåhjärtbladig växtart. Caraipa densifolia ingår i släktet Caraipa och familjen Calophyllaceae.

## Underarter
Arten delas in i följande underarter:
- C. d. densifolia
- C. d. rondoniana